# 中村勝
中村 勝（なかむら まさる、1991年12月11日 - ）は、埼玉県春日部市出身の元プロ野球選手（投手）。右投右打。2024年よりくふうハヤテベンチャーズ静岡の投手コーチ。

## 経歴

### プロ入り前
春日部市立武里中学校在校時には投手と遊撃手を務め、投手として3年時にはKボールの県選抜で全国優勝を果たした。第3回AAアジア選手権大会に日本代表として参加、香港戦で先発して勝利投手となったが、チームは準決勝で台湾に敗退した。
高校は春日部共栄高校に進学。2年冬にフォームを変え、3年生時の2009年春大会で、前年夏の甲子園に出場した本庄第一高戦で4安打完封勝利を挙げた。夏の県大会2回戦の小松原高戦では、4回を投げ初回先頭から9連続三振を含む11奪三振、5回戦富士見高戦でも11奪三振完封勝利を挙げた。しかし、準々決勝の埼玉栄高校戦は9回2失点に抑えながら走塁中に発症したぎっくり腰の影響もあり敗退した。
同年10月29日に行われたドラフト会議では、菊池雄星を抽選で外した北海道日本ハムファイターズから1位指名を受け、入団した。背番号は36。春日部共栄高校からは中里篤史以来9年ぶりの1位指名となった。

### 日本ハム時代
2010年は、8月11日の千葉ロッテマリーンズ戦で、プロ初登板初先発し、5回3安打3四球6奪三振1失点でプロ初勝利。
2011年は、一軍の登板は2試合の先発登板のみで勝利はなかった。二軍ではイースタン・リーグ4位となる防御率2.59、同3位となる8勝を記録した。
2012年は、7月19日のフレッシュオールスターゲームで2回を4者連続を含む5奪三振を記録し、優秀選手賞を受賞した。その後8月5日に一軍昇格すると、9月2日に2年ぶりとなる勝利を挙げた。昇格後5試合の先発で2勝0敗、防御率0.84を記録し、チーム3年ぶり6度目の優勝に貢献した。10月31日に行われた読売ジャイアンツとの日本シリーズ第4戦では、同い年（当時20歳、学年は中村が1つ上）の宮國椋丞と投げ合い、7回5安打無失点と好投し、チームはサヨナラ勝ちを収めた。
2014年は、5月16日のロッテ戦で1勝目を挙げると、同24日の横浜DeNAベイスターズ戦でプロ初完封を果たした。その後、一軍登録と抹消を繰り返しながらも、9月9日の福岡ソフトバンクホークス戦まで、開幕から負けなしとなる7連勝を記録した。11月には、第1回21U野球ワールドカップにオーバーエージ枠で選出された。
2015年は、4月末に初先発するも、4回途中5失点で敗戦投手となると、次の試合でも1回1/3を4失点と試合を作れず二軍降格となった。8月2日に再び先発として一軍復帰すると、同23日のオリックス・バファローズ戦では9回1失点で、自身2度目となる完投勝利、自己最多となる7奪三振を記録した。しかし、9月に再び二軍落ちし、最終成績は10試合の登板（9先発）で2勝4敗、防御率4.17であった。
2016年は、登板が4月の2試合のみに留まり、最終成績は0勝1敗、防御率6.00であった。二軍ではチーム最多となる118回2/3を投げ、同2位となる7勝を挙げた。
2017年は、5月25日の埼玉西武ライオンズ戦で初登板すると、6月1日のDeNA戦で2年ぶりとなる勝利を挙げた。しかし、翌2日に登録抹消されると、7月5日に内側側副靭帯再建術を受け、実戦復帰までに14か月要する見込みと発表された。
2018年は、8月9日に行われたBCリーグ・石川ミリオンスターズとの練習試合で復帰登板を果たしたが、一軍での登板はなかった。
2019年は、7月9日のロッテ戦で2年ぶりに一軍先発登板し、3回途中6失点、二軍でも0勝6敗、防御率4.73の成績で、オフに球団から戦力外通告を受けた。現役続行を目指し、11月12日に開催された12球団合同トライアウト（大阪シティ信用金庫スタジアム）に参加するも、制球が定まらず1安打1四球という内容に終わった。

### オーストラリア時代
2020年の年明けすぐに野球系YouTuberの「トクサンTV」の動画に出演して投球を披露。出演動画のタイトルには「引退直後」と表記されていたが、1月31日、自身のSNSにて、オーストラリアで語学を勉強しながら現地のクラブチームに所属して現役を続行する意向であると報告した。
3月よりブリスベンの語学学校に通いながら、ゴールドコースト・ベースボール・アソシエーション（ゴールドコースト地域内でのウインターリーグ）に参加するアマチュアクラブチーム、サーファーズ・パラダイス・ベースボールクラブに所属。そこでの活躍や日本での実績により、9月18日に、オーストラリアン・ベースボールリーグのブリスベン・バンディッツと2020-2021年シーズンの契約を結んだ。また、バンディッツとの契約直後にはサーファーズのウインターリーググランドファイナルに先発登板し、優勝に貢献した。バンディッツでは6試合（うち先発4試合）に登板し、1勝3敗、防御率5.66、31奪三振の成績だった。

### メキシコ時代
2021年2月21日、日本ハム時代の同僚であるルイス・メンドーサがGMを務め、同年からリーガ・メヒカーナ・デ・ベイスボルに新規参入するグアダラハラ・マリアッチスに入団することが発表された。レギュラーシーズンは全て先発で9試合に登板、8勝0敗、防御率3.25、46奪三振の成績で、最多勝と最高勝率のタイトルを獲得し、最優秀投手に選出された。

### オリックス時代
2022年2月18日、オリックスの春季キャンプにテスト生として参加することが発表された。テストを経て、3月1日に育成選手として入団することが発表された。年俸は推定600万円で、背番号は121。3年ぶりのNPB復帰となった。

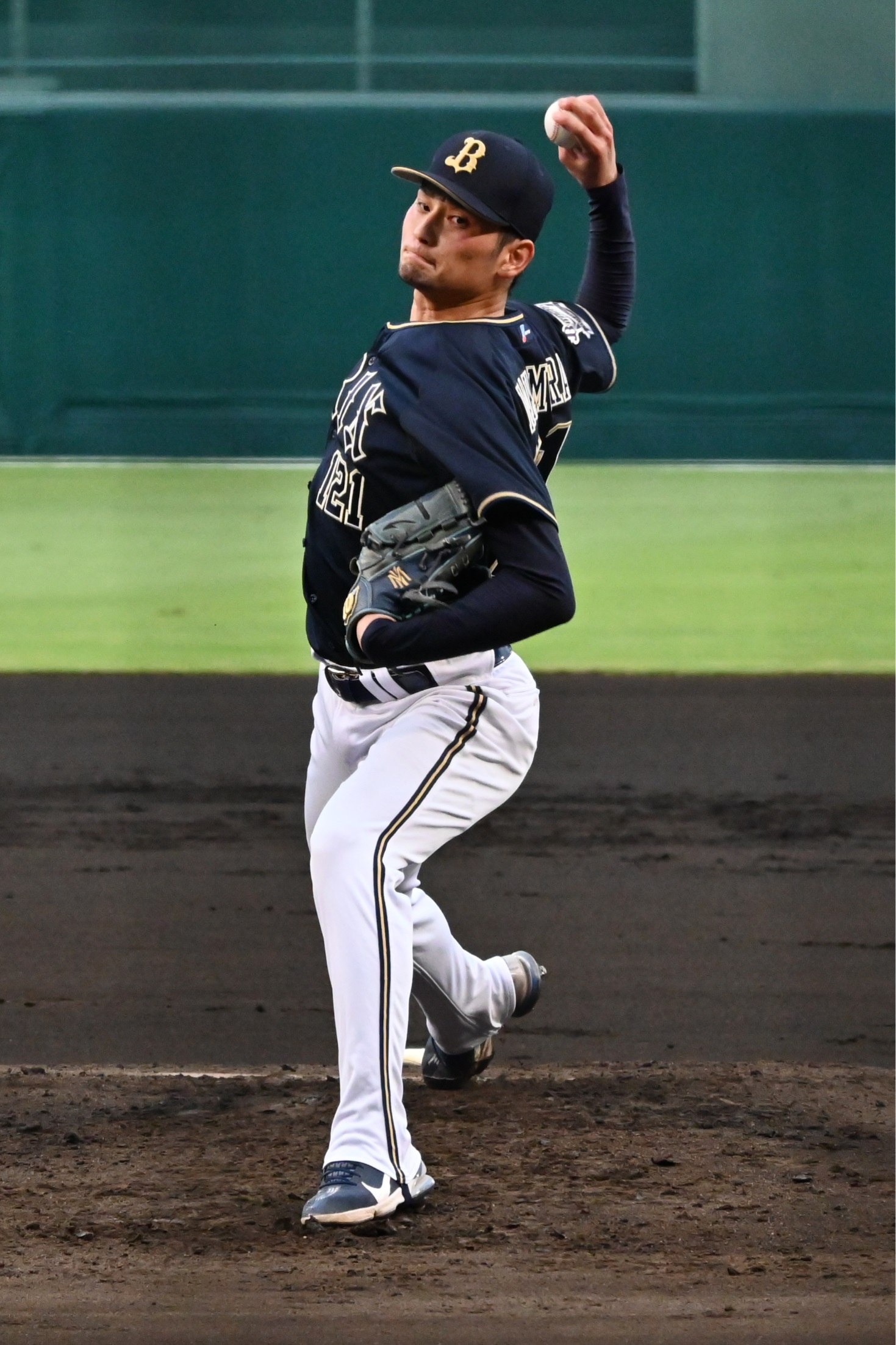
オリックス・バファローズでの育成選手時代
（2022年7月2日、阪神甲子園球場にて）

ウエスタン・リーグでは先発を任され4勝4敗、防御率3.15の成績を残し、7月5日に支配下登録された。背番号は68。7日に一軍登録され、同日のロッテ戦で救援で1095日ぶりに一軍登板を果たした。しかし、2試合目の登板となった17日の楽天戦では鈴木大地のピッチャー返しを右太腿付近に受けて降板。この試合では一死しかとれずに3失点を喫していたこともあり、再調整で翌日に登録を抹消された。8月7日に再び一軍に昇格し、同日の古巣・日本ハム戦でNPB復帰後初先発したが、5回3失点で敗戦投手となり、翌日に登録抹消された。これ以降は一軍での登板がなく、最終成績は3試合の登板で0勝1敗、防御率8.57に終わり、シーズンオフに戦力外通告を受けた。その後、12月2日に自由契約公示された。

### HFL・士別時代
2022年12月15日、北海道フロンティアリーグの士別サムライブレイズに、監督兼GM兼投手として入団することが発表された。2023年は選手としては5試合に登板して0勝0敗1セーブ、防御率5.00という成績だった。
試合のない日には、野球解説者としてテレビ、ラジオに出演することもある。
シーズン終了後の11月1日に、同シーズンでの退任が発表され、11月末までは球団活動に参加するとしていた。その後、11月22日に監督退任会見（後任となる小野真悟の就任会見と同時）が開かれた。

### ハヤテ時代
2023年12月20日、2024年からウエスタン・リーグに新規参加するハヤテ223（当時チーム名未定、その後「くふうハヤテベンチャーズ静岡」と発表）に、投手コーチとして入団することが発表された。

## 選手としての特徴・人物
直球がスライダーのように曲がる真っスラが特徴。日本ハム時代は球速が常時130km/h台後半だったが、バンディッツ時代の2021年には自己最速の148km/hを記録。また、テイクバックから右腕の振りの意識をシンプルにすることで以前より制球が安定した。さらに制球を気にせず腕を振れるようになり、球威も増した。変化球はスライダー、ツーシーム、パワーカーブ、スローカーブ、フォーク、チェンジアップなど多彩に駆使する。
高校時代は容姿や投球フォームが似ていることから「埼玉のダルビッシュ」「ダルビッシュ2世」の異名をとった。
愛称は「中村」や「ムラマサ」、「中村マー君」、日本ハム時代に同名の先輩である武田勝と齊藤勝がいたことから、「若い勝」「ヤング勝」、二軍マスコットのカビー・ザ・ベアーの命名による「まさるってぃ」「てぃー様」など。

## 詳細情報

### 年度別投手成績
| 年 度     | 球 団        | 登 板 | 先 発 | 完 投 | 完 封 | 無 四 球 | 勝 利 | 敗 戦 | セ 丨 ブ | ホ 丨 ル ド | 勝 率 | 打 者 | 投 球 回 | 被 安 打 | 被 本 塁 打 | 与 四 球 | 敬 遠 | 与 死 球 | 奪 三 振 | 暴 投 | ボ 丨 ク | 失 点 | 自 責 点 | 防 御 率 | W H I P |
| --------- | ------------ | ----- | ----- | ----- | ----- | -------- | ----- | ----- | -------- | ----------- | ----- | ----- | -------- | -------- | ----------- | -------- | ----- | -------- | -------- | ----- | -------- | ----- | -------- | -------- | ------- |
| 2010      | 日本ハム     | 4     | 4     | 0     | 0     | 0        | 1     | 2     | 0        | 0           | .333  | 81    | 18.0     | 18       | 2           | 10       | 0     | 0        | 14       | 0     | 0        | 11    | 11       | 5.50     | 1.56    |
| 2011      | 日本ハム     | 2     | 2     | 0     | 0     | 0        | 0     | 1     | 0        | 0           | .000  | 47    | 11.0     | 10       | 1           | 4        | 0     | 0        | 7        | 0     | 1        | 3     | 3        | 2.45     | 1.27    |
| 2012      | 日本ハム     | 8     | 8     | 0     | 0     | 0        | 2     | 2     | 0        | 0           | .500  | 184   | 45.1     | 36       | 2           | 16       | 0     | 1        | 29       | 1     | 0        | 10    | 9        | 1.79     | 1.15    |
| 2013      | 日本ハム     | 13    | 8     | 0     | 0     | 0        | 1     | 4     | 0        | 0           | .200  | 192   | 44.0     | 46       | 3           | 25       | 0     | 3        | 18       | 1     | 0        | 25    | 25       | 5.11     | 1.61    |
| 2014      | 日本ハム     | 18    | 18    | 1     | 1     | 0        | 8     | 2     | 0        | 0           | .800  | 420   | 97.1     | 89       | 12          | 48       | 0     | 5        | 43       | 1     | 0        | 43    | 41       | 3.79     | 1.41    |
| 2015      | 日本ハム     | 10    | 9     | 1     | 0     | 0        | 2     | 4     | 0        | 0           | .333  | 218   | 49.2     | 41       | 5           | 33       | 0     | 3        | 26       | 0     | 0        | 23    | 23       | 4.17     | 1.49    |
| 2016      | 日本ハム     | 2     | 2     | 0     | 0     | 0        | 0     | 1     | 0        | 0           | .000  | 52    | 12.0     | 10       | 2           | 6        | 0     | 0        | 9        | 1     | 0        | 8     | 8        | 6.00     | 1.33    |
| 2017      | 日本ハム     | 2     | 2     | 0     | 0     | 0        | 1     | 0     | 0        | 0           | 1.000 | 48    | 10.0     | 9        | 2           | 9        | 0     | 1        | 4        | 0     | 0        | 5     | 5        | 4.50     | 1.80    |
| 2019      | 日本ハム     | 1     | 1     | 0     | 0     | 0        | 0     | 1     | 0        | 0           | .000  | 14    | 2.0      | 3        | 1           | 4        | 0     | 0        | 0        | 0     | 0        | 6     | 6        | 27.00    | 3.50    |
| 2020      | バンディッツ | 6     | 4     | 0     | 0     | 0        | 1     | 3     | 0        | 0           | .250  | 96    | 20.2     | 21       | 3           | 15       | 2     | 1        | 31       | 2     | 0        | 13    | 13       | 5.66     | 1.74    |
| 2021      | マリアッチス | 9     | 9     | 0     | 0     | 0        | 8     | 0     | 0        | 0           | 1.000 | 209   | 52.2     | 40       | 4           | 18       | 0     | 2        | 46       | 4     | 0        | 6     | 6        | 3.25     | 1.10    |
| 2022      | オリックス   | 3     | 1     | 0     | 0     | 0        | 0     | 1     | 0        | 0           | .000  | 33    | 6.1      | 12       | 0           | 3        | 0     | 1        | 4        | 0     | 0        | 6     | 6        | 8.53     | 2.37    |
| NPB：10年 | NPB：10年    | 63    | 55    | 2     | 1     | 0        | 15    | 18    | 0        | 0           | .455  | 1289  | 295.2    | 274      | 30          | 158      | 0     | 14       | 154      | 4     | 1        | 140   | 137      | 4.17     | 1.46    |
| ABL：1年  | ABL：1年     | 6     | 4     | 0     | 0     | 0        | 1     | 3     | 0        | 0           | .250  | 96    | 20.2     | 21       | 3           | 15       | 2     | 1        | 31       | 2     | 0        | 13    | 13       | 5.66     | 1.74    |
| LMB：1年  | LMB：1年     | 9     | 9     | 0     | 0     | 0        | 8     | 0     | 0        | 0           | 1.000 | 209   | 52.2     | 40       | 4           | 18       | 0     | 2        | 46       | 4     | 0        | 6     | 6        | 3.25     | 1.10    |

- 2023年度シーズン終了時
- 各年度の太字はリーグ最高、赤太字はLMBにおける歴代最高

### 年度別守備成績
| 年 度 | 球 団      | 投手  | 投手  | 投手  | 投手  | 投手  | 投手     |
| 年 度 | 球 団      | 試 合 | 刺 殺 | 補 殺 | 失 策 | 併 殺 | 守 備 率 |
| ----- | ---------- | ----- | ----- | ----- | ----- | ----- | -------- |
| 2010  | 日本ハム   | 4     | 1     | 2     | 0     | 0     | 1.000    |
| 2011  | 日本ハム   | 2     | 0     | 1     | 0     | 0     | 1.000    |
| 2012  | 日本ハム   | 8     | 2     | 6     | 1     | 0     | .889     |
| 2013  | 日本ハム   | 13    | 3     | 8     | 0     | 2     | 1.000    |
| 2014  | 日本ハム   | 18    | 5     | 16    | 0     | 1     | 1.000    |
| 2015  | 日本ハム   | 10    | 4     | 7     | 0     | 0     | 1.000    |
| 2016  | 日本ハム   | 2     | 0     | 1     | 0     | 0     | 1.000    |
| 2017  | 日本ハム   | 2     | 1     | 1     | 0     | 0     | 1.000    |
| 2019  | 日本ハム   | 1     | 0     | 1     | 0     | 0     | 1.000    |
| 2022  | オリックス | 3     | 0     | 3     | 0     | 1     | 1.000    |
| 通算  | 通算       | 63    | 16    | 46    | 1     | 4     | .984     |

- 2023年度シーズン終了時

### 表彰
LMB
- 最優秀投手、最多勝（2021年）

### 記録
初記録
投手記録
- 初登板・初先発登板・初勝利・初先発勝利：2010年8月11日、対千葉ロッテマリーンズ17回戦（千葉マリンスタジアム）、5回3安打1失点[4]
- 初奪三振：同上、1回裏に今江敏晃から空振り三振[4]
- 初完投・初完投勝利・初完封勝利：2014年5月24日、対横浜DeNAベイスターズ2回戦（札幌ドーム）、9回5奪三振[11]

打撃記録
- 初安打・初打点：2014年6月3日、対広島東洋カープ1回戦（札幌ドーム）、3回裏に篠田純平から遊撃内野適時打

その他の記録
- 先発投手が6球で危険球退場：2013年4月29日、対オリックス・バファローズ6回戦（札幌ドーム）、1回表に6球目を川端崇義へ頭部死球 ※6球以内で退場となったのは史上3人目、打者2人目への危険球は史上6人目7度目[58]

### 背番号
- 36（2010年 - 2019年）
- 23（2020年）
- 16（2021年、2023年）
- 121（2022年 - 同年7月4日）
- 68（2022年7月5日 - 同年終了）
- 31（2024年 - ）

### 登場曲
- 「HERO」Mr.Children（2010年 - 2012年）
- 「終わりなき旅」Mr.Children（2012年 - 2013年）
- 「We Are Never Ever Getting Back Together」Taylor Swift（2013年）
- 「Prelude」Mr.Children（2014年 - 2015年）
- 「未完」Mr.Children（2015年 - 2016年）
- 「アンサイズニア」ONE OK ROCK（2017年 - 2019年）
- 「SOLO」JENNIE（2022年）